# Новый Томлай
Но́вый Томла́й (чув. Çĕнĕ Тăмлай) — деревня в Моргаушском районе Чувашской Республики. Входит в состав Ярабайкасинского сельского поселения.

## География
Находится в северо-западной части Чувашии, на расстоянии приблизительно 12 км на восток-северо-восток по прямой от районного центра села Моргауши.

## История
Известна с 1926 года, когда здесь было отмечено 16 дворов и 63 жителя. В 1939 году учтено 52 жителя, в 1979 — 40. В 2002 году было 8 дворов, в 2010 — 4 домохозяйства. В 1929 году был образован колхоз им. Свердлова, в 2010 действовали несколько фермерских хозяйств.

## Население
Постоянное население составляло 16 человек (чуваши 100 %) в 2002 году, 10 в 2010.